# 5 Pułk Piechoty Gwardii (Cesarstwo Niemieckie)
5 pułk piechoty Gwardii (niem. 5. Garde-Regiment zu Fuß)  – pułk piechoty niemieckiej okresu Cesarstwa Niemieckiego.
Pułk został sformowany 31 marca 1897. Stacjonował w Spandau . Wchodził w skład Korpusu Gwardii .

## Bibliografia

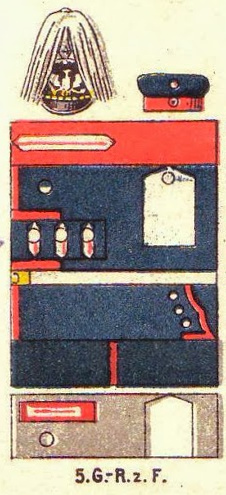
Oznakipułku